# Não estrangulamento
Um não estrangulamento (pré-AO 1990: não-estrangulamento) é a designação do componente cuja capacidade produtiva é superior à procura colocada nele, por essa razão, não deve estar a trabalhar frequentemente, dado que, pode produzir mais do que é preciso (Chase et al., 1995, p. 842).
Exemplo:
- Numa linha de produção o posto de não-estrangulamento é aquele que produz mais do que é necessário, por essa razão este posto só funciona durante algumas horas por turno de trabalho para não constituir stocks indesejados.